# Воскресенский, Василий Григорьевич
Васи́лий Григо́рьевич Воскресе́нский (16 сентября 1888, Каунас — 27 июля 1951, Париж) — русский военный, театральный деятель, антрепренёр, один из директоров «Русской оперы в Париже», организатор и генеральный директор трупп Русский балет Монте-Карло (1932—1936), Оригинальный русский балет, под псевдонимом Полковник В. де Базиль (англ. Colonel W. de Basil).

## Биография
Происходил из потомственных дворян Кутаисской губернии. Общее образование получил в 3-й Тифлисской классической гимназии, военное — выдержал экзамен на прапорщика запаса при 117 запасном батальоне.

### Семья
- Первая жена (1908 — март 1914) — Вера Николаевна Воскресенская, в девичестве Геевская, дочь тифлисского мирового судьи Николая Николаевича Геевского и учительницы Веры Семёновны Геевской (урождённой Робиташвили). 14 января 1912 года в Тифлисе у них родился сын Игорь (10 ноября 1941 года ушёл на фронт из Москвы, погиб 3 июня 1943 года. Похоронен в г. Велиж Смоленской обл.). Внук — Валерий Игоревич Воскресенский, родился в 1939 году в Москве, в 1972 году с семьёй переехал в Минск, скончался 3 мая 2018 года в Минске. Правнук — Юрий Валерьевич Воскресенский, Член инициативной группы Виктора Бабарико, стал одним из первых заключённых, которого выпустил Александр Лукашенко из СИЗО КГБ[3].

- Вторая жена — балерина Леонидова, Нина.
- Третья жена (1938—1951) — балерина Ольга Морозова де Базиль.

## Военная служба
Участник Русско-японской и Первой мировой войн. В 1904 году в 16 лет, будучи ещё несовершеннолетним, ушёл на фронт добровольцем. Служил в конном отряде генерала Мищенко. Войну 1914 года начинает в чине прапорщика. Сражался на Кавказском фронте в составе Кубанского казачьего войска. С 1915 года — в русском экспедиционном корпусе в Персии. В 1916 году Воскресенский — полковой адъютант 3-го Сводно-Кубанского полка. С августа 1916 года, когда в составе корпуса начинается формирование партизанских сотен, становится сотником — командиром особой сотни партизан. В 1918 году в Баку Воскресенский был уже в чине полковника (с декабря 1918 года) и проходил как «главноуполномоченный по военно-морским делам», командуя флотилией в составе формирований Лазаря Бичерахова. В этом качестве активно участвовал в обороне Баку и Порт-Петровска от турецких и азербайджанских войск.

### Награды
- Орден Святого Георгия IV степени[источник не указан 2391 день]
- Георгиевское Оружие[источник не указан 2391 день]
- Орден Святого Владимира IV степени с мечами
- Георгиевские Кресты с лавровой ветвью I и II степеней (начиная с 1917 г. этими крестами награждались офицеры по ходатайству нижних чинов)
- Орден Святого Станислава III степени (30 ноября 1915)
- Орден Святой Анны IV степени (с надписью за храбрость, 28 января 1917)
- Медаль «В память русско-японской войны» (вручалась лицам, имевшим отношение к русско-японской войне)
- Ряд отличий союзных армий, в том числе британский Военный крест
- Медаль В. Нижинского, 1 февраля 2003
- Орден С. Дягилева I степени, 23 августа 2013

## Театральный деятель
Сам Воскресенский признавался: «Я был безработный профессиональный военный, мои навыки не имели никакой коммерческой ценности. Я не смог устроиться таксистом, а лишь шофёром восьмитонного грузовика».
Воскресенский сотрудничал с такими признанными мастерами сцены как Михаил Фокин, Джордж Баланчин, Леонид Мясин, Бронислава Нижинская, Сергей Григорьев, Давид Лишин, Ваня Псота, Джон Тарас. В его балетных труппах танцевали Любовь Чернышёва, Александра Данилова, Тамара Туманова, Ирина Баронова, Татьяна Рябушинская, Анна Волкова, сёстры Нина Вершинина и Ольга Морозова, Татьяна Степанова, Андре Эглевский.
Балетные труппы, возглавляемые полковником де Базилем, внесли немалый вклад в развитие балета по всему миру, посетив с гастролями 600 городов в 70 странах и дав в турне более 4000 спектаклей.

## Русские балеты полковника де Базиля
В. Г. Воскресенский выступал как организатор и генеральный директор «Русских балетов» за рубежом. Его балетная антреприза Русский балет полковника де Базиля выступала под различными названиями:
- Ballets Russes dir. W. de Basil, 1921—1925
- Zerbason, Балет Русской оперы в Париже (фр. Opera Russe a Paris), 1925—1931
- Русский балет Монте-Карло (фр. Les Ballets Russes de Monte Carlo), 1932—1936[5]
- Русский балет полковника де Базиля (фр. Ballets Russes du Colonel de Basil, англ. Сolonel W. de Basil’s Ballet Russe или англ. Colonel W. de Basil’s Russian Ballet), 1935—1939, на гастролях в Англии, США Австралии и Новой Зеландии, Южной Америке[5]
  - Русский балет Ковент-Гардена (англ. Covent Garden Russian Ballet или фр. Covent Garden Ballet Russe), 1938—1939, на связанных с лондонским театром Ковент Гарден выступлениях[5]
  - Оригинальный русский балет (фр. Original Ballet Russe), 1939—1948 и 1951—1952[5]

Труппа полковника де Базиля Оригинальный русский балет представляла возобновлённый балет «Блудный сын» С. С. Прокофьева в 1938 году на гастролях в Австралии, Сидней и в 1942 году в Бразилии, Рио-де-Жанейро.

## Память
- Прах В. Г. Воскресенского покоится на кладбище Сент-Женевьев-де-Буа под Парижем. На могиле, под православным крестом написано по-русски «Полковник Василий Григорьевич Воскресенский» и по-французски — «Colonel de Basil». Выше обеих надписей строчка, которая была смыслом его жизни: «Да здравствует Матушка Россия!»[8].
- В июле-сентябре 2011 года Дом русского зарубежья им. А. И. Солженицына (Москва) провёл выставку, посвящённую 60-летию со дня его смерти.
- В августе-сентябре 2013 года Театральный музей им. А. А. Бахрушина (Москва) провёл выставку «Русские балеты полковника де Базиля», посвящённую 125-летию со дня его рождения.